# Estrella norteafricana
La Estrella Norteafricana (Étoile Nord-Africaine o ENA) fue una organización nacionalista revolucionaria fundada por su líder argelino Messali Hadj en 1926 en Francia.

## Antecedentes
Desde principios del siglo XX, Argelia ya llevaba 70 años colonizada por Francia y manteniendo a la población indígena explotada y sin derechos. La reducción de puestos de trabajo en la agricultura provocó la primera oleada de emigración hacia Francia entre 1914 y 1918 con el estallido de la Primera Guerra Mundial. Una parte de esta población fue trasladada al frente y la otra ayudó a sustituir la mano de obra francesa durante la guerra.
En 1928 en París comienzan las primeras evidencias del nacionalismo argelino liderados por la Estrella norteafricana influenciado por la corriente comunista que nace en Francia. En este contexto de inmigración, se distinguen tres condiciones sociales y tres formas de dominación: la condición como colonizado, la condición de inmigrante y la condición de trabajador.

## Historia
La ENA fue un movimiento nacionalista liderado por Messali Hadj (1898-1974) considerado el padre del nacionalismo argelino y promotor del independentismo. Su educación se basaba en el islam y en el patriotismo de un pueblo que defendía su tierra contra la colonización. Tenía un fuerte carácter y estaba comprometido con la clase popular debido a su filosofía y sus vínculos con el Partido Comunista. Esto favoreció inicialmente sus relaciones con la izquierda francesa que apoyó la organización de este movimiento nacionalista e independentista.
Entre sus objetivos, su principal propósito se focalizó en la independencia de Argelia, lo que suponía la instauración de una asamblea constituyente elegida por sufragio universal, la retirada de las tropas de ocupación y nuevas medidas económicas. En febrero en 1927, la liga contra la opresión colonial creada por el movimiento internacional comunista organizó un congreso en Bruselas donde Messali Hadj declaró: "El pueblo argelino, que ha estado bajo la dominación francesa durante un siglo, no tiene nada más que esperar de la buena voluntad del imperialismo francés para mejorar su suerte". En 1928 se inicia en Francia un periodo de protestas a favor del nacionalismo argelino inspirado por la ENA y apoyado por otros grupos.
En 1929 la ENA es disuelta por el gobierno francés tras ser acusado de propaganda subversiva contra Francia. En 1933 esta organización se reconstituye y prohíbe la doble afiliación con el PCF. El programa de Messali Hadj mantiene como prioridad la independencia del norte de África. La nueva dirección de la organización está formada por Messali Hajj, Imache Amar y Radjef Belkacem. Se mantuvo una constante represión con los arrestos de los principales líderes durante 1934. No obstante, este grupo argelino redobló sus actividades celebrando hasta 44 reuniones sólo en París desde mayo hasta agosto de 1934.
Todas sus reformas quedaban reflejadas en su periódico El-Oumma (1927-1930). Pronto se convirtió en el responsable de promover el deseo independentista. El periódico publicaba 3000 ejemplares, los cuales se mandaban a Argelia como propaganda de los ideales de la ENA, que llamaría la atención de los colonos y la administración.
En 1936 tras la victoria del Frente Popular en Francia se instaura en las colonias una política de apertura que permitirá organizar el Primer Congreso Musulmán de Argelia donde participaron la federación de electos, los ulemas y el partido comunista. No obstante, a pesar de la ausencia de la ENA sus planteamientos pesan en los participantes. Finalmente, en una segunda reunión sí estará presente y lanzará su consigna de independencia. Finalmente, el 29 de enero de 1937 el gobernador Lebeau logró un decreto para disolver la Estrella del gobierno del Frente Popular basado en la ley sobre milicias y ligas paramilitares.

## Programa de la Estrella norteafricana (1927)

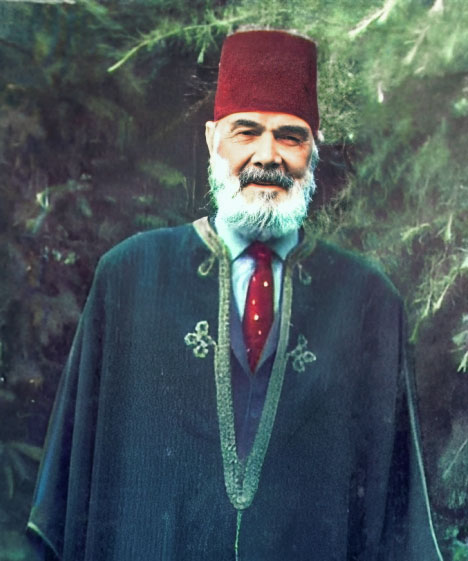
Messali Hadj

## Programa de la Estrella norteafricana (1927)[10]

### Reivindicaciones inmediatas
1) Abolición inmediata del código del indígena.
2) Amnistía para todos aquellos que están encarcelados, bajo vigilancia especial o exiliados por violación del código del indigenato o por delito político.
3) Absoluta libertad de viaje para Francia y el extranjero.
4) Libertad de prensa, de asociación y de reunión.
5) Reemplazo de delegaciones financieras elegidas por sufragio universal.
6) Adhesión de todos los argelinos a todas las funciones públicas sin distinción alguna, igualdad de funciones, igualdad de trato para todos.
7) Abolición de los municipios mixtos y de los territorios militares, sustitución de estos órganos por asambleas municipales elegidas por sufragio universal.
8) Enseñanza obligatoria de la lengua árabe; acceso a la educación en todos los niveles; creación de nuevas escuelas árabes. Todos los actos oficiales deben redactarse simultáneamente en ambos idiomas (árabe y francés).
9) Aplicación de las leyes sociales y laborales. Derecho al subsidio por desempleo para las familias argelinas en Argelia y a la asistencia familiar.

### Programa político
1) La independencia total de Argelia.
2) La retirada total de las tropas de ocupación.
3) La formación de un ejército nacional, un gobierno nacional revolucionario, una Asamblea Constituyente elegida por sufragio universal y el idioma árabe considerado como idioma oficial.
4) La entrega total al Estado argelino de los bancos, minas, ferrocarriles, fuertes y servicios públicos controlados por los colonos.
5) La confiscación de las grandes propiedades arrebatadas por los aliados feudales de los conquistadores, los colonos y las empresas financieras y la devolución de las tierras confiscadas a los campesinos. El respeto de las pequeñas y medianas propiedades, la devolución al Estado argelino de las tierras y bosques monopolizados por el Estado francés.
6) La educación obligatoria gratuita en todos los niveles en lengua árabe.
7) El reconocimiento por parte del estado argelino de la libertad sindical, derecho a una coalición y derecho de huelga.
8) Asistencia inmediata a los fellahs para la asignación a la agricultura de créditos sin intereses para la compra de maquinaria, semillas, fertilizantes; organización del riego y mejora de vías de comunicación, etc.

## Desarrollo tras la disolución de la ENA
Tras la disolución de la ENA el 26 de enero por el Frente Popular, el 11 de marzo los nacionalistas messalistas argelinos fundaron el PPA (Partido del Pueblo Argelino) que duramente reprimido en vísperas de la Segunda Guerra Mundial. Después de la Segunda Guerra Mundial se transforma en MTLD (Movimiento por el Triunfo de las Libertades Democráticas) el 20 de octubre de 1946 que participa legalmente en la vida política. En 1947 el congreso del MTLD decide la creación de una organización clandestina para la lucha armada en Argelia. De este grupo nacerá el partido la CRUA (Comité revolucionario por la unidad y la acción) que lanzará el 1 de noviembre de 1954 la proclama del FLN (Frente de Liberación Nacional) que inicia la guerra de independencia.